# Medeja Dzjoegeli
Medeja "Mzia" Dzjoegeli (Georgisch: მედეა (მზია) ჯუღელი, Russisch: Медея Николаевна Джугели) (Koetaisi, 1 augustus 1925 - Tbilisi, 8 januari 2016) was een Georgische atlete en turnster. Ze vertegenwoordigde de Sovjet-Unie op de Olympische Zomerspelen 1952 in Helsinki.
Dzjoegeli won tijdens deze spelen de gouden medaille in de landenwedstrijd en de zilveren medaille in de landenwedstrijd 'draagbaar gereedschap'. Op het onderdeel eindigde zij als vierde op drie honderdsten punt van het brons en zeven honderdsten punt van het goud.

## Resultaten

### Olympische Zomerspelen
| Jaar | Plaats   | Resultaten                                                                                          |
| ---- | -------- | --------------------------------------------------------------------------------------------------- |
| 1952 | Helsinki | landenwedstrijd landenwedstrijd draagbaar gereedschap 9e in de meerkamp 4e op sprong 9e aan de brug |